# Kimberley Smith
Kimberley Smith, född den 19 november 1981 i Papakura, är en nyzeeländsk friidrottare som tävlar i medel- och långdistanslöpning.
Smith deltog vid Olympiska sommarspelen 2004 på 5 000 meter men blev utslagen i försöken. Hon deltog även vid VM 2005 där hon placerade sig på plats 15 på 10 000 meter. Vid VM 2007 blev hon femma på 10 000 meter på tiden 32.06,89. 
Under 2008 deltog hon vid inomhus-VM i Valencia där hon blev sexa på 3 000 meter. Utomhus blev hon nia på 10 000 meter vid Olympiska sommarspelen 2008 på tiden 30.51,00.

## Personliga rekord
- 3 000 meter - 8.35,31
- 5 000 meter - 14.45,93
- 10 000 meter - 30.35,54